# Emilio De Rossignoli
Emilio De Rossignoli, né le 3 juillet 1920 à Lussinpiccolo (Mali Lošinj, aujourd'hui en Croatie), mort le 28 décembre 1984  à Milan, est un journaliste et écrivain italien.
Journaliste de cinéma de profession, Emilio De Rossignoli fait son entrée dans le monde de l'édition milanaise dans les années 1950, en manifestant rapidement un intérêt marqué pour la littérature de genre — genre dit « giallo » (polar et roman noir), horreur, science-fiction — et pour les phénomènes occultes et inexplicables. Il se consacre rapidement à la fiction, faisant paraître des romans policiers sous pseudonyme ; puis il publie, sous son propre nom, des romans qui sont aujourd'hui considérés comme les précurseurs de la science-fiction en langue italienne, H sur Milan (1965) et Lager dolce lager (1977). Son œuvre la plus connue est l'essai Io credo nei vampiri (« Je crois aux vampires »), publié en 1961.

## Biographie
Emilio De Rossignoli (ou De' Rossignoli) naît en 1920 à Lussinpiccolo. Son père, Dino, était président de l'institut technique et nautique de Trieste. Bien qu'il ait souvent fait valoir qu'il était un aristocrate, et plus précisément un comte, cela n'est pas attesté et c'est peut-être une rumeur répandue par l'auteur au fil des ans. Il déménage à Gênes et, durant la Seconde Guerre mondiale, il est déporté dans un camp de concentration allemand près de Hanovre, probablement à la suite de l'armistice du 8 septembre 1943. Cette expérience transparaît dans l'ouvrage Io credo nei vampiri puis dans le roman Lager dolce lager.
Dans les années 1950, De Rossignoli évolue dans le monde de l'édition milanaise ; il collabore à divers périodiques dans lesquels — préférentiellement, mais pas uniquement — il donne des critiques cinématographiques et, à la fin de la décennie, il livre ses premiers livres, des romans policiers publiés dans des collections populaires de l'éditeur Franco Signori, tels que I Gialli del Vizio (« Le mystère du vice »), I Gialli del Quarto di Luna (« Le mystère du quartier de lune ») et I Gialli che turbano (« Le mystère qui dérange »). Son premier roman est probablement Bambole ardenti (« poupées brûlantes »), paru à la fin des années 1950, dans lequel il introduit le personnage d'un agent du FBI, Larry Spada, qui réapparaîtra dans plusieurs œuvres ultérieures. Suivant en cela une pratique courante à l'époque, il signe du pseudonyme d'Emil Ross, et le roman est présenté comme la traduction d'un ouvrage américain non publié ; le pseudo-traducteur est censé être Giorgio Guglieri, qui est en réalité le neveu, encore un enfant à l'époque, de De Rossignoli. Suit un roman, Nuda per il lupo (« Nue pour le loup ») ; c'est une histoire classique de tueur en série mais, pour l'Italie de l'époque, c'est un roman pionnier, avec une intrigue ingénieuse qui, quant à la solution du mystère, ressemble aux procédés inaugurés par Agatha Christie avec Le Meurtre de Roger Ackroyd et qui présente, par ailleurs, une forte composante psychanalytique. La même analyse peut s'appliquer à l'ouvrage suivant, Il mio letto è una bara (« Mon lit est un cercueil »), datant de 1961, pour lequel l'auteur choisit comme pseudonyme le nom de l'actrice américaine Jarma Lewis. Derrière l'écran du pulp, De Rossignoli construit un élégant jeu intertextuel, à la saveur presque postmoderne, faisant allusion de manière détournée au mythe de Lilith. 
Eu égard à l'utilisation de plusieurs pseudonymes ainsi qu'à la prolifération des romans policiers et romans noirs en Italie durant ces années, il est difficile de donner une estimation de la quantité et de la qualité des œuvres livrées par De Rossignoli à la fin des années 1950 et durant la décennie suivante. Danilo Arona recense au moins onze romans, publiés sous des pseudonymes tels que Martin Brown, Emil Ross (ou Emil D. Ross) et Jarma Lewis ; le Dizionario bibliografico del giallo de Roberto Pirani indique d'autres titres, au moins trois autres pseudonymes (Tim Dalton, Ed Rhodes et Sandy James), et quelques différences dans les dates de publication. Selon un témoignage de Giancarlo Pellegrin, De Rossignoli aurait plaisanté, plusieurs années après sa parution, sur un article de Mario Pannunzio, le directeur de la revue Il mondo, qui citait ses œuvres apocryphes comme exemples de l'expression de la violence de la police américaine.
En 1961, De Rossignoli publie son ouvrage le plus connu, l'essai Io credo nei vampiri (« Je crois aux vampires »), dans l'éphémère maison d'édition de l'artiste bolonais Luciano Ferriani. Le livre est une contribution sur la figure du vampire dans le folklore, la littérature et le cinéma, écrit à la suite de l'intérêt suscité par le film Le Cauchemar de Dracula de Terence Fisher, sorti en 1958. Je crois aux vampires exerce une influence durable sur la fiction italienne, comme en témoigne sa réédition, en 2009, par la maison d'édition Gargoyle Books, avec des contributions supplémentaires de Danilo Arona et Loredana Lipperini. Étudiant l'explosion de la fiction d'horreur populaire durant ces années, l'auteur véronais Sergio Bissoli, reconnaît l'importance du livre de De Rossignoli dans sa propre formation d'auteur. Je crois aux vampires aurait partiellement inspiré une histoire écrite par Alfredo Castelli pour la série Martin Mystère, Un vampiro a New York (1983).
En 1965, Emilio De Rossignoli publie sous son vrai nom un roman de science-fiction, H come Milano (« H sur Milan »), édité par Longanesi. C'est un récit post-apocalyptique, inspiré de Je suis une légende de Richard Matheson, dans lequel l’explosion d'une bombe atomique jette la capitale lombarde dans le chaos ; sa valeur avant-gardiste a été reconnue par Vittorio Curtoni et Danilo Arona. À la même époque, il livre une chronique régulière à la revue Horror, publiée à partir de 1969 par l'éditeur Gino Sansoni sous la direction de Pier Carpi et Alfredo Castelli.
À côté de divers ouvrages consacrés au cinéma et une collaboration avec l'éditeur Sonzogno pour une collection « rose » de romans d'amour en livre de poche, De Rossignoli livre en 1977 un autre roman de science-fiction, Lager, dolce lager, traitant des camps de concentration d'un régime fasciste du futur proche. On a découvert des traces de l’existence d'un roman, Dottore in strage, vainement proposé à l'éditeur Rizzoli en 1974 et dont le manuscrit est perdu.
Emilio De Rossignoli meurt le 28 décembre 1984 à l'hôpital Fatebenefratelli de Milan et est enterré au cimetière de Lambrate.

## Œuvres
Liste partielle.
- (it) Emil Ross (sous le nom de), Bambole ardenti, Milan, Franco Signori, coll. « I Gialli del Vizio » (no 4), 1959 (réimpr. I Gialli del Quarto di Luna 4, 1963-1964)
- (it) Martin Brown (sous le nom de), Nuda per il lupo, Milan, Franco Signori, coll. « I Gialli che Turbano » (no 9), 1959 (réimpr. I Gialli del Quarto di Luna 1, 1963-1964)
- (it) Emil Ross (sous le nom de), Bionda diabolica, Milan, Franco Signori, coll. « I Gialli del Vizio » (no 6), 1959
- (it) Emil Ross (sous le nom de), Traffico infame, Milan, Franco Signori, coll. « I Gialli che Turbano » (no 10), 1959 (réimpr. I Gialli del Quarto di Luna 6, 1963-1964, sous le titre Velluto Nero)
- (it) Martin Brown (sous le nom de), Belva di fuoco, Milan, Franco Signori, coll. « I Gialli del Vizio » (no 7), 1960
- (it) Martin Brown (sous le nom de), Figlia del delirio, Milan, Franco Signori, coll. « I Gialli del Vizio » (no 8), 1960
- (it) Emil Ross (sous le nom de), Mercanti di donne, Milan, Franco Signori, coll. « I Gialli del Vizio » (no 9), 1960
- (it) Jarma Lewis (sous le nom de), Strega nuda, Milan, Franco Signori, coll. « I Gialli che turbano » (no 12), 1960
- (it) Tim Dalton (sous le nom de), L'amante corrotta, Milan, Franco Signori, coll. « I Gialli Mignon » (no 1), 1960
- (it) Emil Ross (sous le nom de), Veneri proibite, Milan, Franco Signori, coll. « I Gialli del Vizio » (no 10), 1961
- (it) Emil Ross (sous le nom de), Larry Spada non perdona, Milan, Franco Signori, coll. « I Gialli del Vizio » (no 12), 1961
- (it) Ed Rhodes (sous le nom de), Preda nuda, Milan, Franco Signori, coll. « I Gialli Mignon » (no 2), 1961
- (it) Martin Brown (sous le nom de), Una pupa per l'inferno, Milan, Franco Signori, coll. « I Gialli che turbano » (no 12), 1961 (réimpr. I Gialli del Quarto di Luna 11, 1964)
- (it) Io credo nei vampiri, Milan, Luciano Ferriani Editore, 1961 (réimpr. Rome, Gargoyle Books, 2009)
- (it) Emil D. Ross (sous le nom de), La salma sono io, Milan, Franco Signori, coll. « I Gialli che turbano » (no 15), 1962 (réimpr. I Gialli del Vizio 14, 1965-1966, sous le titre Sesso Corrotto)
- (it) Sandy James (sous le nom de), Fulgida Tiranna, Milan, Franco Signori, coll. « I Gialli Mignon » (no 4), 1961
- (it) Jarma Lewis (sous le nom de), Il mio letto è una bara, Milan, Franco Signori, coll. « I Gialli che turbano » (no 16), 1962 (réimpr. appendice Il sudario porta un fiore sous le titre Polvere di infinito)
- (it) Emil Ross (sous le nom de), Il sudario porta un fiore, Milan, Franco Signori, coll. « I Gialli del Quarto di Luna » (no 13), 1964-1965
- (it) H come Milano, Milan, Longanesi, 1965
  - H sur Milan [« H come Milano »]  (trad. de l'italien par Jean-Claude Mangematin), Denoël, coll. « Présence du futur » (no 97), 1967
- (it) Lager dolce lager Milan, Ennio Ciscato Editore, 1977
- (it) Gli efferati : dallo sventratore alla saponificatrice, Milan, Il formichiere, 1978

### Traduction
- (it) Cet article est partiellement ou en totalité issu de l’article de Wikipédia en italien intitulé « Emilio de Rossignoli » (voir la liste des auteurs).